# Guillaume de Bourges
Pour les articles homonymes, voir Bourges.
Saint Guillaume de Bourges, de son nom de naissance Guillaume de Corbeil, né en 1120, et mort le 10 janvier 1209, est l'archevêque de Bourges de 1199 à 1209. Il est le saint Guillaume du calendrier.

## Biographie
Fils de Ferry V de Corbeil et de sa deuxième épouse, il est un homme « de caractère pieux, voué à l'étude et à la méditation ». Élevé par Pierre l'Ermite (?), son oncle (?), il s'oriente vite vers les ordres. Il est d'abord chanoine de Soissons puis de Notre-Dame de Paris. Désirant le calme, il devient moine de l'abbaye de Grandmont, fondateur et correcteur (prieur) de la celle grandmontaine de Pétilloux à Châteaumeillant. Des dissensions étant apparues dans cet ordre (conflits entre les convers et les clercs), il le quitte pour devenir moine à l'abbaye cistercienne de Pontigny où il reste longtemps avant d'en devenir le prieur. Il devient ensuite abbé de Fontaine-Jean (sur la commune de Saint-Maurice-sur-Aveyron), puis abbé de Chaalis (diocèse de Senlis) en 1187. 

Le 23 novembre 1199, à la mort de l'archevêque de Bourges Henri de Sully, il est désigné pour lui succéder par Eudes, frère de Henri de Sully, évêque de Paris et ancien chantre de l'église de Bourges.
Considéré comme un grand prédicateur, ferme sur les principes à tel point qu'il s'attire la colère du roi Philippe II de France lors du remariage de celui-ci avec Agnès de Méranie, il combat à la demande du pape Innocent III les hérétiques, et en particulier les cathares. Cependant il tombe malade alors qu'il prépare une croisade contre ces derniers.

## Décès
Il meurt le 10 janvier 1209. Son corps est placé au centre de la cathédrale encore inachevée, où quelques jours plus tôt il célébrait l'épiphanie ; puis dans une chapelle de la crypte que fait bâtir Mahaut, comtesse de Nevers, dame de Donzy, sa petite-nièce (cette crypte abrite à présent la représentation du Saint-Sépulcre de Jésus-Christ). Mahaut fait un don à l'église de Saint-Étienne pour qu'un cierge soit brûlé sur son sépulcre, par une charte datée de juillet 1223 dans laquelle elle qualifie son oncle de Saint Guillaume.
À la suite d'une série de miracles observés « par son intercession et devant son tombeau », Innocent III le béatifie huit ans après sa mort et Honorius III le canonise le 17 mai 1218.
Après la canonisation, son corps est exhumé et exposé sur deux colonnes, derrière le maître-autel, jusqu'en 1562.
Ses reliques seront profanées par les Calvinistes au XVIe siècle puis pendant la Révolution, hormis une côte qui avait été remise au Collège de Navarre à Paris par les chanoines de Bourges, et un os du bras confié à Chaalis.
Il est le patron de l'université de Paris et des armuriers. Sa fête est célébrée le 10 janvier.